# Domaine TIR

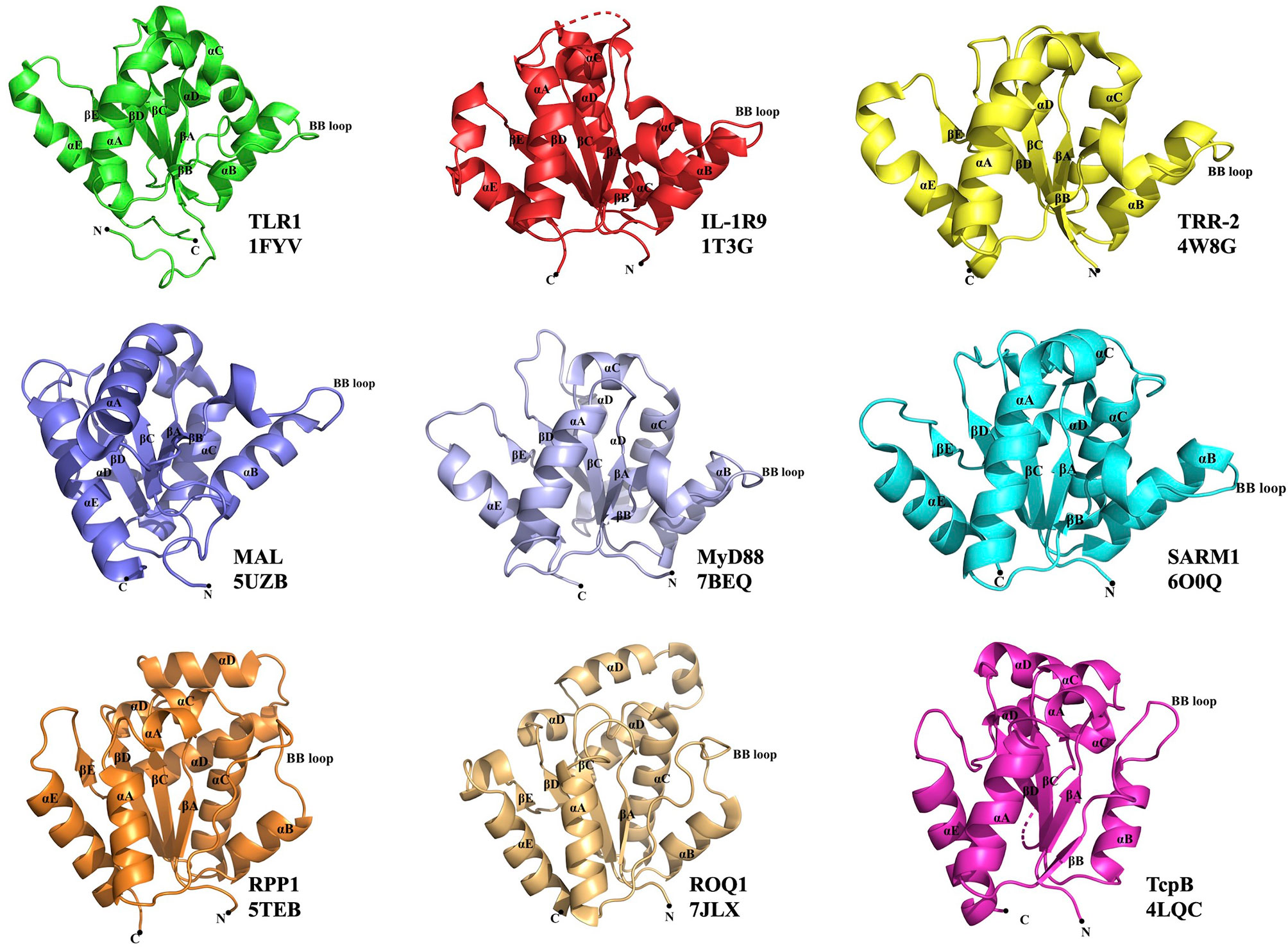
Domaines TIR

Un domaine TIR (Toll/interleukin-1 receptor/resistance protein domain) est un domaine cytoplasmique commun aux eucaryotes et aux procaryotes impliqué dans l'immunité innée et la mort cellulaire. Il se compose de 135 à 160 acides aminées et présente généralement un feuillet β constitué de cinq brins parallèles (brins βA – βE) entouré de cinq hélices α (αA – αE). Ils [Qui ?]agissent par empilement de même domaine pour permettre le déclenchement de la voie de signalisation.
Chez les mammifères, les domaines TIR se trouvent dans les récepteurs Toll-like (TLR), les récepteurs de l'interleukine-1 (IL-1R) et les protéines adaptatrices cytoplasmiques, telles que MyD88 (gène de réponse primaire de différenciation myéloïde 88) et MAL (protéine de type adaptateur MyD88).